# Humaid bin Rashid Al Nuaimi III
Ne doit pas être confondu avec Humaid bin Rashid Al Nuaimi ou Humaid bin Rashid Al Nuaimi II.
Le cheikh Humaid ben Rachid al-Nuaimi (en arabe : شيخ حميد بن راشد النعيمي), né en 1931, est un homme d'État émirien, l'émir d'Ajman et membre de la Cour suprême de ce pays. Il a succédé à son père Rashid bin Humaid Al Nuaimi III à sa mort, le 6 septembre 1981.
Il fait ses études à Abou Dabi et au Caire. À son retour en Ajman il est nommé dirigeant adjoint en 1960.